# Microsoma
Los microsomas hepáticos son orgánulos parenquimatosos de este órgano, que catalizan transformaciones metabólicas en su mayor parte, por enzimas del retículo endoplasmático. 
Término ideado por el bioquímico francés A. Claude para designar uno de los productos de la ultracentrifugación de hígado triturado.
En la actualidad el microsoma tiene un sentido mucho más amplio, que no corresponde a una estructura celular definida, y está formada por porciones de orgánulos como las membranas mitocondriales, las del aparato de Golgi (excretor) y del citoplasma, además de otras partículas.
Por lo común, son formaciones vesiculares o tubulosas, de 50 a 300 nm. Mediante tratamiento de los microsomas con tripsina, se separan los ribosomas. Estos microsomas contienen función oxidasa que dependen de la citocromo P450.